# Zabrda
Zabrda (nemško Saberda) je naselje v Občini Žihpolje v Okraju Celovec-dežela na Koroškem v Avstriji.